# Bures-en-Bray
Bures-en-Bray är en kommun i departementet Seine-Maritime i regionen Normandie i norra Frankrike. Kommunen ligger i kantonen Londinières som tillhör arrondissementet Dieppe. År 2022 hade Bures-en-Bray 315 invånare.

## Befolkningsutveckling
Antalet invånare i kommunen Bures-en-Bray
| Referens: INSEE |